# Bradina carterotoxa
Bradina carterotoxa là một loài bướm đêm trong họ Crambidae.